# Syrrhopodon laevis
Syrrhopodon laevis är en bladmossart som beskrevs av Mohamed och William Dean Reese 1985 [1986. Syrrhopodon laevis ingår i släktet Syrrhopodon och familjen Calymperaceae. Inga underarter finns listade i Catalogue of Life.